# 유동 (악향헌후)
유동(劉佟, ? ~ 기원전 60년)은 전한 후기의 제후로, 하간헌왕의 아들이다.

## 생애
지절 2년(기원전 68년), 악향후(樂鄕侯)에 봉해졌다.
악향헌후 9년(기원전 60년)에 죽으니 시호를 헌(憲)이라 하였고, 아들 유괴가 작위를 이었다.

## 출전
- 반고, 《한서》 권15하 왕자후표 下

| 선대 (첫 봉건) | 전한의 악향후 기원전 68년 4월 계묘일 ~ 기원전 60년 | 후대 아들 악향절후 유괴 |